# Friedrich Giem Glas- und Porzellanwaren
Die Firma Friedrich Giem Glas- und Porzellanwaren wurde 1760 von Johann Andreas Giem in Braunschweig gegründet und bestand 229 Jahre lang über sieben Generationen hinweg als Familienbetrieb bis zur Auflösung 1989.

## Geschichte

Werbung um 1906

Der aus dem Gebiet des heutigen Sachsen-Anhalt stammende Glasermeister Johann Andreas Giem kam 1755 auf Wanderschaft nach Braunschweig, wo er eine Anstellung fand.
Am 17. Januar 1760 heiratete er die Tochter des Braunschweiger Glasmeisters Hardegen und übernahm in der Folge dessen Betrieb Damm 10/11 in der Braunschweiger Innenstadt. 1760 gilt deshalb als Gründungsjahr der Firma. Giems Sohn Johann Martin Wilhelm kaufte 1792 das Grundstück Neue Straße 7.
1832 wurde Martin Wilhelms Sohn Friedrich Andreas Giem durch Herzog Wilhelm von Braunschweig-Lüneburg das Prädikat eines Hofglasers verliehen, das die Familie mehr als ein Jahrhundert bis 1933 behielt. Der Nachkomme Wilhelm Giem gehörte 1881 in Hamburg zu den Gründungsmitgliedern des Zentralverbands des Deutschen Glaserhandwerks. Sein Sohn und Nachfolger Oscar Giem heiratete die Hamburger Kaufmannstochter Josephine, mit der vor allem der Porzellanhandel ausgeweitet wurde.
Eine Spezialität des Unternehmens war die Herstellung individueller Spiegel; von dem mit Silber belegten Glasflächen wurden monatlich bis zu 100 Quadratmeter verarbeitet. Das Unternehmen lieferte und montierte zahlreiche großflächige Schaufenster, hatte gläserne Sonderformen für Labore im Angebot und verfügte über eine Glasschleiferei, eine Glasätzerei und eine Glasmalerei. Neben der Produktion von Glaswaren aller Art handelte u. a. auch mit Fürstenberger Porzellan.
Das Vorderhaus in der Neuen Straße 7 wurde während des Zweiten Weltkrieges beim Bombenangriff vom 15. Oktober 1944 zerstört, aber in der Nachkriegszeit wieder aufgebaut und 1948 wieder eröffnet. Der Firmensitz blieb dort bis zur Schließung 1989.
Am 1. Oktober 1985 feierte das Glas- und Porzellanhaus Friedrich Giem sein 225-jähriges Bestehen. Der operative Geschäftsbetrieb wurde 1989 eingestellt.